# 阿雷纳莱斯德圣格雷戈里奥
阿雷纳莱斯德圣格雷戈里奥，是西班牙卡斯蒂利亚-拉曼恰雷阿尔城省的一个市镇。 总面积31平方公里，总人口711人（2001年），人口密度23人/平方公里。